# Seeschlacht bei Reval
Hogland – Porrassalmi – Uttismalm – Kaipiais – Parkumäki – Öland – Svensksund (1) – Elgsö – Baltischport – Valkeala – Pardakoski–Kärnakoski – Reval – Fredrikshamn – Keltis – Savitaipal – Kronstadt – Uransari – Björkösund – Wyborg – Svensksund (2)
Die Seeschlacht bei Reval war eine Schlacht des Russisch-Schwedischen Krieges (1788–1790), die sich am 2. Maijul. / 13. Mai 1790greg. vor dem Hafen von Reval (Gouvernement Estland) ereignete.

## Vorgeschichte
Unter dem Kommando von Großadmiral Herzog Karl von Södermanland, Bruder des schwedischen Königs Gustav III., lief eine schwedische Flotte im April 1790 aus Karlskrona aus, um einen Überraschungsangriff auf einen russischen Flottenverband auszuführen, der unter Admiral Tschitschagow im Hafen von Reval überwintert hatte.
Da das Herannahen der schwedischen Flotte schon am 30. Apriljul. / 11. Mai 1790greg. bekannt geworden war, hatte sich der russische Flottenverband bereits am Vortag in Schlachtordnung begeben und ankerte in drei Reihen vor dem Hafen. Die erste Reihe bestand aus 10 Schiffen: das Linienschiff Mstislaw unter Kapitän Andrei Denissow, dann die 1789 eroberte Fregatte Venus unter Kapitän Robert Crown, gefolgt von den Linienschiffen St. Helena, Flaggschiff des Konteradmirals Pjotr Iwanowitsch Chanykow unter Kapitän Karl Magnus von Breyer, Isjaslaw unter Kapitän Joachim Johann von Sievers, Jaroslaw unter Kapitän Stachys Telepnew, Rostislaw, Admiralsschiff Tschitschagows unter dessen Sohn Pawel Tschitschagow, Pobedonosetz unter Kapitän Alexei Temeschow, Boleslaw unter Kapitän Nikolai Schischukow, Saratow, Flaggschiff des Vizeadmirals Graf Aleksei Mussin-Puschkin unter Kapitän Nikolai Barsch, und letztendlich Prochor unter Kapitän Fedor Skarbejew. Die zweite Reihe bestand aus vier Fregatten, flankiert von zwei Bombarden, und die dritte Reihe bestand aus sieben Barkassen.

## Die Schlacht

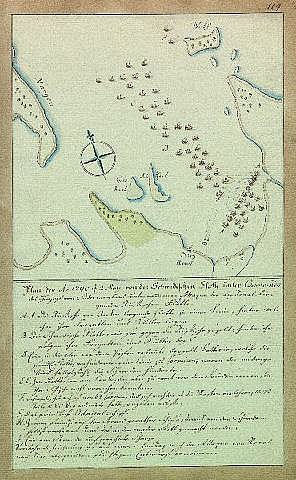
Schlachtplan. Zeichnung von Johann Christoph Brotze.

Die russische Flotte ankerte in einer Linie zwischen dem Hafen von Reval und der Halbinsel Viimsi.
Die schwedische Flotte aus 22 Linienschiffen und 4 Fregatten und 4 kleineren Schiffen segelte in Kiellinienformation und den russischen Schiffen vorbei und nahmen sie unter Feuer.
Aufgrund des starken Windes und somit durch starkes Rollen der Schiffe, verfehlten die meisten schwedischen Projektile ihre Ziele, wogegen die russischen Schiffe, die im geschützten Bereich des Hafens ankerten, ihre Geschütze effektiver einsetzen konnten. Das schwedische Flaggschiff Gustav III, das aufgrund eines Takelage-Problems in Richtung der russischen Linie abdriftete, wurde durch Traubenmunition schwer beschädigt und entkam nur mit Mühe. Das 64-Kanonen-Linienschiff Prinz Karl verlor sein Ruder durch russisches Kanonenfeuer und war gezwungen die Flagge zu streichen.
Nach einem zweistündigen Artillerie-Duell brach die schwedische Flotte den Angriff ab und zog sich zurück. Das schwedische Linienschiff Riksens Ständer lief dabei vor der Insel Wulf auf Grund und wurde von den Schweden niedergebrannt, damit es nicht in feindliche Hände fiele.

## Folgen
Die Seeschlacht bei Reval war ein eindeutiger russischer Sieg. Die Schweden verloren zwei Linienschiffe und mussten sich trotz ihrer fast doppelten zahlenmäßigen Überlegenheit zurückziehen.
Nachdem die durch die Schlacht entstandenen Schäden zum Teil behoben worden waren, segelte die schwedische Flotte in Richtung Hogland.